# 警部
警部（けいぶ、英: Chief Inspector）は、警察法第62条に規定される日本の警察官の階級の一。警視の下、警部補の上。英語のChief inspector及びCaptainの訳語にも充てられる。

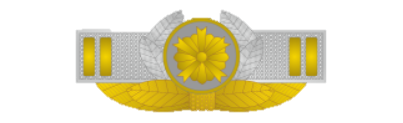
警部の階級章

## 階級の位置と役割
警察法第62条に規定され、警察官の階級としては警視総監、警視監、警視長、警視正、警視に次ぐ第6位に位置する。
定員は都道府県によって異なるが、概ね警察官全体の5 - 6％程度である。実務上直接に現場に携わる事は少なく、現場指揮を統括する立場となる職位である。
刑事訴訟法第199条第2項により、階級が警部以上で国家公安委員会又は都道府県公安委員会が指定する者が、司法警察員として逮捕状を請求することができる。この指定は、国家公務員である警察官にあっては「刑事訴訟法第百八十九条第一項および第百九十九条第二項の規定に基づく司法警察員等の指定に関する規則」（昭和29年国家公安委員会規則第5号）第2条により、都道府県警察の警察官にあってはそれぞれの都道府県公安委員会の規則により、それぞれなされている。
制帽は金色の一本ラインが入り、制服（冬服および合服上衣）の両袖には、警部補と同じく金色・斜め一本線の袖章が入る。

## 任官
ノンキャリアの場合、警部補としての実務経験が4年以上あれば警部への昇任試験の受験資格が得られる。警部補までの昇任試験では、学歴による採用区分によって受験資格を得るための実務経験年数に違いがあるが、警部への昇任試験に学歴の差はない。最速の場合は30歳代で昇任することができるが、そういった例はごく少数に留まる。一方で、本人に昇進意欲が無くとも、定年退職時の時点で警部補としての勤務歴が10年を超えるものは、特段の問題がなければ試験などはなく、退職日に一斉に昇進させる。その為、特段の不祥事を起こしておらず、尚且つ昇進意欲がない警察官でも、この地位までは昇進できるためノンキャリアの警察官はこの地位で定年退官を迎えることがほとんどである。
キャリアは、採用直後の4か月の研修と、12か月に及ぶ交番・所轄警察署等での実務経験ののち、再び警察大学校で1か月研修を受け、採用2年目（1年5か月ほど）で一斉昇任する。したがって最年少の場合は23歳である。昇任試験はない。
準キャリアは、警部補として3年程勤務した後に警部へと昇任する。準キャリアも20代での警部昇任が可能である。
警部に昇任した（予定者を含む）都道府県の警察官は、警察大学校の警部任用科で4か月の教養を受けるものとされている。

## 役職
- 警察庁内部部局
  - 係長
- 警視庁本庁
  - 係長
  - 機動隊・隊編成執行隊 中隊長
- 道府県警察本部
  - 次長(次席)・課長補佐・係長・調査官等
  - 機動隊・隊編成執行隊 中隊長
  - 各隊 副隊長等
- 警察署
  - 副署長、次長、幹部交番所長、課長、課長心得[注釈 4]、課長代理等